# Kalifornská univerzita v Santa Cruz
Kalifornská univerzita v Santa Cruz (UCSC, anglicky: University of California, Santa Cruz), založená v roce 1965, je součástí státního vysokoškolského systému v americkém státě Kalifornie. Je jedním z 10 vysokoškolských středisek Kalifornské univerzity (University of California či krátce UC). Její univerzitní kampus se nachází severozápadně od kalifornského města Santa Cruz.
V roce 2005 zde studovalo přes 15 000 studentů.

## Sport
Sportovní týmy školy se nazývají Banana Slugs.

## Významné osobnosti
- Akiva Schaffer – zpěvák, scenárista a člen hip-hopové skupiny The Lonely Island
- Jello Biafra – zpěvák a politický aktivista v americké Straně zelených
- Angela Davisová – americká radikální aktivistka a feministka
- Frank Drake – americký astronom a tvůrce známé Drakeovy rovnice
- Donna J. Haraway – americká bioložka, historička vědy a feministka
- Steven Hawley – americký astronaut